# Crnojevići
Crnojevići na crnogor. čiril. Црнојевићи su treća crnogorska dinastija. Nakon Vojislavljevića, koju su u vjerskom smislu bili katolici, te Balšića koji su također uglavnom bili katolici, Crnojevići su prva pravoslavna dinastija.
Izuzetak je Staniša Crnojević koji je, primivši islam, kao sandžak-beg Osmanskoga Carstva pod imenom Skender-beg Crnojević vladao Crnom Gorom iz Skadra od 1513. do 1530. godine.

## Uloga u crnogorskoj povijesti
- Ivan Crnojević
- Crnojevića država
- Žabljak Crnojevića

Crnojevići su uspjeli u kompliciranim vanjsko-političkim uvjetima, stiješnjeni između Osmanskoga Carstva i Mletačke Republike, očuvati državnu jezgru staroga Dukljanskoga kraljevstva. 
Za njihova doba se trajno ustalio naziv Crna Gora, crnogorska povijesna prijestolnica će postati Cetinje, a Cetinjski manastir, ne samo vjersko i kulturno, no do sredine 19. st. i državotvorno središte crnogorskog naroda.
Za njihova je doba, krajem 15. stoljeća na Cetinju (Obod), proradila prva državna tiskara u povijesti, poznata kao Crnojevića tiskara. Tiskan je i Oktoih, prva ćirilična knjiga u Južnih Slavena.

## Podrijetlo
Crnojevići potječu iz planinskih krajeva oko Lovćena. Tijekom 14. stoljeća se spominje Crnoje Đurašević koji se smatra utemeljiteljem obitelji Crnojevića.
Crnoje je imao tri sina: Stefana, Dobrovoja i Radiča Crnojevića. Radič je poginuo u sukobu s Đurađem II. Balšićem 1395. godine i nema podataka da je imao direktna potomstva. 
No, povijesni izvori početkom 15. stoljeća spominju sinove Radičeva brata Stefana, Đurađa i Lješa Crnojevića. Imena im se nalaze u raznim dokumentima od 1403. do 1435. i njih su dvojica imali značajnu ulogu u tadašnjem političkom i gospodarskom životu. 
Posljednji Balšić, Balša III., umro je 1421. godine i pravo na upravljanje državom su, zbog obiteljskih veza, polagali srpski despoti Stefan Lazarević i Đurađ Branković iz Smedereva. No, povijesni izvori spominju Crnojeviće kao suradnike, ali i protivnike srpskih despota. Crnojevići su do 1451. proširili svoje teritorije i definitivno ovladali političkim i gospodarskim životom.

## Borba za prijestolje
Godine 1451. stupio je Stefan I. Crnojević u pregovore s Mletačkom Republikom koja ga je priznavala za legitimnog vladara. također su mu Mleci davali godišnju plaću, priznali titulu vojvode i njegove posjede oko Kotora.
Srbi su predvođeni despotom Đurađem Brankovićem, 1452. Stefana I. pokušali zbaciti. Došlo je do bitke kod Skadarskoga jezera u kojoj je Stefan I. odnio pobjedu i zauzeo Podgoricu. Despot Branković je kontrolirao još nekoliko narednih godina utvrdu Medun u Kučima, no Crnojevići su ostali na prijestolju.

## Prijestolnica
Povijesni izvori iz 15. stoljeća, za doba Stefana I. Crnojevića i njegova sina i nasljednika gospodara Ivana Crnojevića, Žabljak Crnojevića opisuju kao državno središte. Iz njega je pokušan organizirani otpor navali Osmanlija kroz ravnicu okolo Skadarskoga jezera. U Žabljaku Crnojevića bila je dvorska palača i Crkva sv. Đorđija (kasnije pretvorena u džamiju).
Prijestolnica je 1478. bila konačno zauzeta, a Crnojevići su izmjestili državno središte u planine, u konačnici na Cetinje.

## Crnojevića tiskara
Crnojevića tiskara je prvu knjigu, Oktoih, izradila koncem 1493. godine (po Julijanskom kalendaru) za vladavine Đurađa Crnojevića. Postojala je do konca 1496. godine i za to je vrijeme tiskala pravoslavne bogoslužne knjige. Njen je cilj bio, da se širenjem kršćanske pravoslavne knjige, crnogorska država suprotstavi ubrzanom procesu islamizacije svojega pučanstva. O tome svjedoči sljedeći zapis (citat na crnogorskom):
Bog kome se klanjamo u Trojici, blagoizvolio je ispuniti svoju crkvu raznim knjigama. Viđevši ja, pravoslavni hrišćanin, Božiji štićenik, gospodin Đurađ Crnojević, da su crkve prazne, bez svetih knjiga, radi naših grijehova, pljačkom i uništavanjem agarenskih sinova, nastojah predano, ispunjem Svetim duhom i ljubavlju prema božanstvenim crkvama, naštampah ovu dušespasnu knjigu Osmoglasnik u slavu trisunčanog u jedinstvu klanjanog Božanstva.
Glavni tiskar je bio Makarije od Crne Gore.
Povijesnica je dokumentirala da je Crnojevića tiskara napravila ukupno pet knjiga:
- Oktoih - prvoglasnik I-IV glas (4. siječnja 1494. godine, Obod)

- Psaltir - sa posljedovanjem (22. rujna 1494. godine, Cetinje)

- Oktoih - petoglasnik V-VIII glas (nema točnog podatka)

- Evanđelje - (1496. godine, Cetinje)

- Trebnik (molitvenik) - (1496. godine, Cetinje)

- Cvjetni triod - nedovršeno izdanje (nema točnog podatka).

## Vladari iz dinastije Crnojevića
- Stefan I. Crnojević, (vladao 1451. – 1464./1465.), sinovac Radiča Crnojevića

- Ivan Crnojević, (1465. – 1490.), sin Stefana I. Crnojevića

- Đurađ Crnojević, (1490. – 1496.), sin Ivana Crnojevića

- Stefan II. Crnojević, (1496. – 1498.), sin Ivana Crnojevića

- Staniša (Skender-beg) Crnojević, (turski sandžak-beg 1513. – 1530.), sin Ivana Crnojevića

## Vanjske poveznice
- O Oktoihu prvoglasniku  Arhivirana inačica izvorne stranice od 18. rujna 2008. (Wayback Machine)